# KParts
In ambito informatico, KParts è un'infrastruttura a componenti sviluppata dalla comunità KDE e distribuita come parte di KDE Frameworks.
Un componente individuale è chiamato KPart, ed incapsula un widget, un insieme di funzionalità, ed un'interfaccia grafica per accedere a tali funzionalità. Ad esempio, un componente che fornisca la funzionalità di editor di testo fornisce un widget—cioè un'area di interazione con l'utente—che permette l'inserimento di testo, ma anche funzioni accessorie, come la ricerca nel testo o il salvataggio su file. Queste funzioni aggiuntive sono disponibili attraverso voci di menu e barre di strumenti, che l'applicazione che fa uso del componente può integrare fra le proprie voci dei menu o nella propria barra di strumenti.
Un componente KPart è analogo di un componente Bonobo di GNOME o di un oggetto OLE di Windows.

## Esempi
Konsole è disponibile come KPart ed è usata in Konqueror e Kate. Un buon esempio di come possano essere usati i componenti KPart è Konqueror, che (tra le altre cose) usa il componente di Okular per visualizzare documenti, il componente KMPlayer per riprodurre file multimediali, e Kontact, che integra le applicazioni di kdepim in una sola applicazione.